# Catedral de San Juan Bautista (Perpiñán)

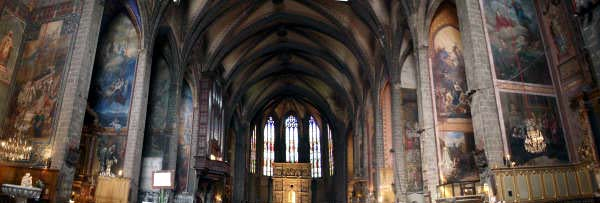
Interior de la catedral de San Juan, con las pinturas murales de Jacques Pauthe (1866-1874).

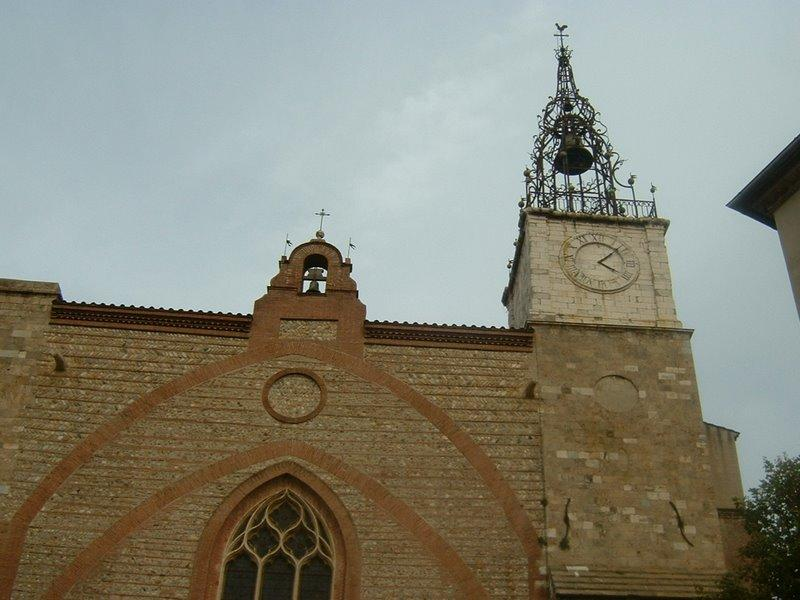
Parte supderior de la fachada occidental.

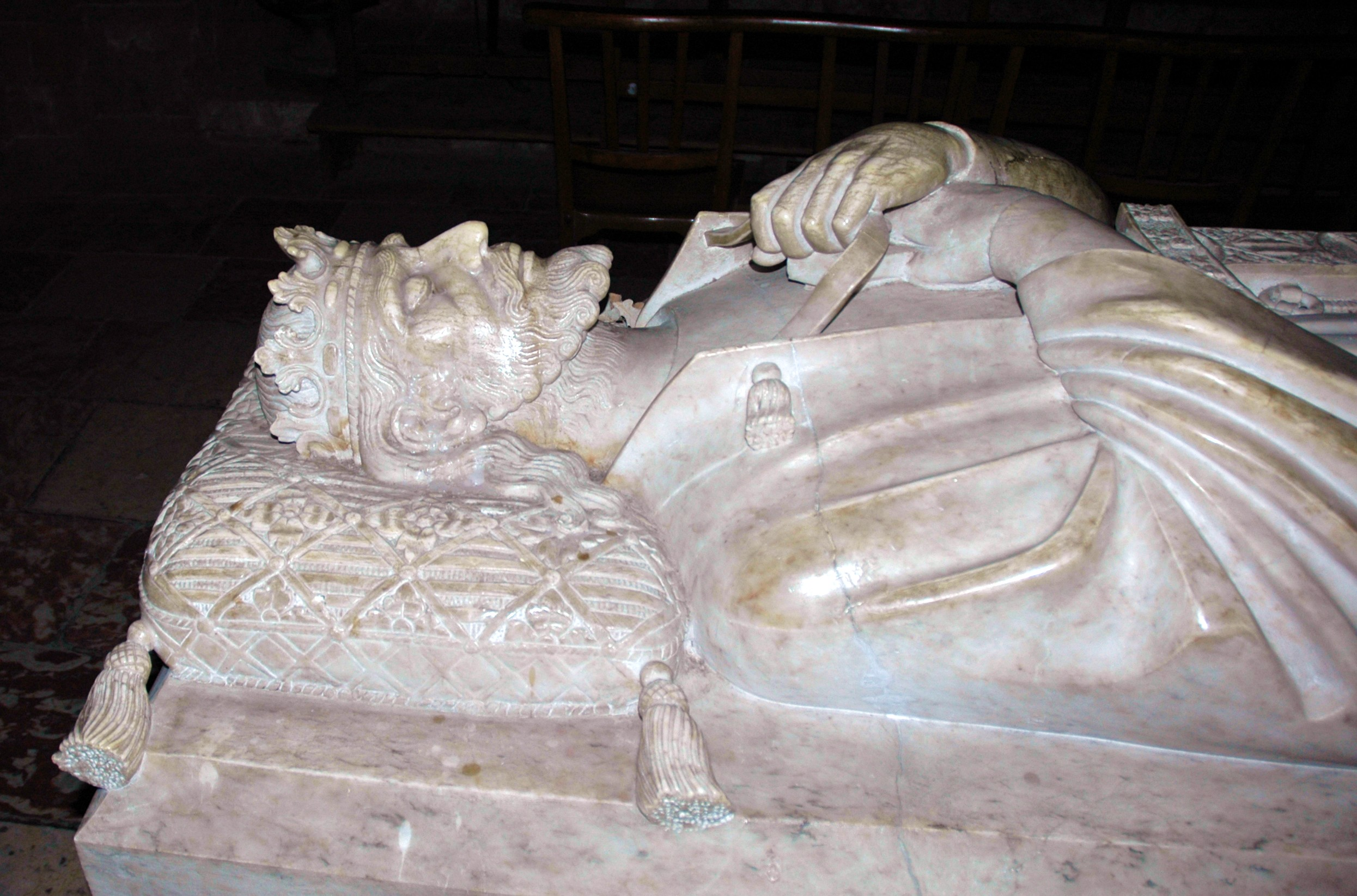
Sepulcro de Sancho I de Mallorca.

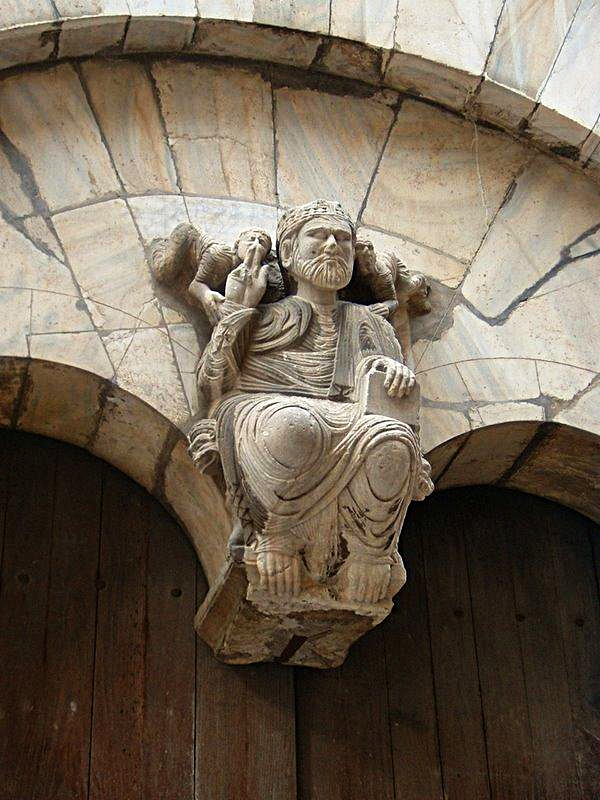
Escultura de Cristo atribuido a Ramón de Bianya.

La catedral de San Juan Bautista de Perpiñán (en francés: Cathédrale Saint-Jean-Baptiste de Perpignan) es un edificio católico del siglo XIV, de estilo gótico ubicado en la ciudad de Perpiñán, en Francia.

## Historia
Construida entre 1324 y 1509, junto a una iglesia anterior dedicada a San Juan, la de San Juan el Viejo (Saint-Jean-le-Vieux), de los siglos XII-XIII (consagrada en 1246), que se conserva al lado norte. La iglesia, sede de la parroquia antigua de Perpiñán, creada en 1025, se convirtió en sede de una comunidad de canónigos agustinos en 1102.
Desde 1230, fue unida a la sede episcopal de Elna. En 1324, cuando la ciudad fue capital del Reino de Mallorca, el rey Sancho I de Mallorca comenzó a construir el nuevo edificio con la intención de convertirlo en la sede de la diócesis en el futuro.
El plan inicial era de una iglesia de tres naves, crucero y una cabecera con tres ábsides, con capillas laterales. Las obras se interrumpen a los veinte años de haber empezado, sin haber completado más que la absidiola sur de la cabecera. El fin del reino, en 1344, y la peste negra detuvieron la construcción. Hasta el obispado de Jerónimo de Ocón, a comienzos del siglo XV no se reemprendió. El maestro de obras fue entonces el mallorquín Guillem Sagrera, en 1416, que continuará hasta su regreso a Mallorca en 1422.
En 1436, Galceran Albert, nuevo obispo, cambia el proyecto de Sagrera: la construcción se reducirá en una sola nave, de 18 metros de ancho y 26 de alto, con capillas laterales entre los contrafuertes. Así se abaratarían los costes y se reducía el tiempo de construcción.
Las bóvedas se cubrieron entre 1490 y 1493, y la primera misa se hizo en el 1504, siendo consagrada el 16 de mayo de 1509.

## Descripción
La catedral es de estilo gótico meridional: con nave única de gran amplitud (80 metros de largo, 18 de ancho, 26 de altura), con siete bóvedas de crucería, con un crucero corto y ábside cubierto por una bóveda de siete claves.
La fachada occidental no ha sido terminada. En las restauraciones de los siglos XIX y XX, la ventana gótica de fachada fue reconstruida, ya que previamente había sido sustituida por una abertura rectangular. La porticada y la torre del reloj datan del siglo XVIII.
El mobiliario es rico. Entre las piezas conservadas cabe destacar:
- El retablo del altar mayor (s. XVI-XIX)
- El órgano (con partes de 1504: las puertas pintadas y la decoración son de semillas)
- Los vitrales neogóticos (segunda mitad del siglo XIX)
- El Santo Cristo del siglo XIV, en la Capilla del Santo Cristo.

## Sepulcro real
En la catedral está la tumba de Sancho I de Mallorca, rey de Mallorca y conde del Rosellón y la Cerdaña, que comenzó a construir el actual edificio de la catedral. El sepulcro, con una escultura yacente, es obra de Frederic Marès.